# Gare d'Hermeton-sur-Meuse
La gare d'Hermeton-sur-Meuse est une ancienne halte ferroviaire belge de la ligne 154, de Namur à Dinant et Givet (F) située à dans le centre de Waulsort, section de la commune d'Hastière, en région wallonne dans la province de Namur.
Mise en service en 1904 par la Compagnie du Nord - Belge, elle ferme en 1988.

## Situation ferroviaire
La gare d'Hermeton-sur-Meuse se trouvait au point kilométrique (PK) 44,2 de la 154, de Namur à Dinant et Givet (F), entre les gares d'Hastière et de Heer-Agimont. Du temps du Nord - Belge, elle constituait le PK 104,2 en partant de Liège-Longdoz. La bifurcation avec la ligne 156, d'Hermeton à Anor, via Chimay se trouve à 1,2 km en amont.

## Histoire
En 1863, la Compagnie du Nord - Belge inaugure la section de Dinant à Givet de l'actuelle ligne 154. La construction de la section venant de Mariembourg de la ligne Compagnie de Chimay crée une bifurcation avec ligne 154. Il n'y a toutefois pas de gare et le terminus de la ligne 156 est la gare d'Hastière, où les locomotives de cette compagnie ont un dépôt à disposition.
En 1904, une halte est finalement créée en face de la maison de garde-barrière du passage à niveau no 123. Desservie par les trains des deux compagnies, elle dispose de deux quais avec une paire de logettes en bois pour le chef de station sur le quai en direction de Givet. Ces bâtiments et celui, en brique, du garde-barrière, disparaissent au cours de la seconde moitié du XXe siècle. La SNCB construit un double abri en plaques de béton sur le quai vers Dinant ainsi qu'un petit abri vitré, plus tardif, sur le quai vers Givet.
Le trafic de la ligne 156 est suspendu le 17 octobre 1954. En 1975, la ligne 154 perd sa deuxième voie entre Hastière et Heer-Agimont, laissant seulement la possibilité aux trains de se croiser dans ces deux gares. Le quai de la voie vers Dinant est alors abandonné. Repris par la SNCF en 1984, les trains de voyageurs de Dinant à Givet sont supprimés fin mai 1988. De 1990 à 2000, des trains à vapeur et autorails de l'association CFV3V continueront à desservir la ligne, s'arrêtant à Hermeton.
Les rails et ce qu'il reste du quai restent présents sur le site mais le coupon de voie traversant la route a été retiré dans les années 2010 lorsque de nouveaux trottoirs ont été posés.